# Kareti
Kareti (nep. करेती) – gaun wikas samiti w zachodniej części Nepalu w strefie Rapti w dystrykcie Rolpa. Według nepalskiego spisu powszechnego z 2011 roku liczył on 453 gospodarstwa domowe i 2365 mieszkańców (1249 kobiet i 1116 mężczyzn).